# Pino Montano Norte (métro de Séville)
Pino Montano Norte est une future station de la ligne 3 du métro de Séville. Elle sera située sur la rue Deneb, dans le district Nord, à Séville.

## Situation sur le réseau
Établie en surface, Pino Montano Norte sera une station terminus de la ligne 3 du métro de Séville. Elle sera située avant Pino Montano, en direction du terminus sud de Hospital de Valme.

## Histoire
L'emplacement de la station est présenté au public le 13 janvier 2022, lors du dévoilement du projet définitif du tronçon nord de la ligne 3.